# Arnouville-lès-Mantes
Arnouville-lès-Mantes – miejscowość i gmina we Francji, w regionie Île-de-France, w departamencie Yvelines.
Według danych na rok 1990 gminę zamieszkiwało 699 osób, a gęstość zaludnienia wynosiła 70 osób/km² (wśród 1287 gmin regionu Île-de-France Arnouville-lès-Mantes plasuje się na 720. miejscu pod względem liczby ludności, natomiast pod względem powierzchni na miejscu 381.).